# 泉陵侯国
泉陵侯国，西汉时置，治所在今湖南省永州市。范围约当今湖南省永州市一带。属零陵郡。王莽时改为博润县。東漢時泉陵侯国沒有恢復，不過它改名為泉陵縣。